# Insane in the Brain
Insane in the Brain is een nummer van de Amerikaanse hiphopgroep Cypress Hill uit 1993. Het is de eerste single van hun tweede studioalbum Black Sunday.
"Insane in the Brain" is het bekendste nummer van Cypress Hill. Groepslid DJ Muggs zei dat dit nummer hen "op de kaart" heeft gezet. Het nummer werd in een aantal landen een (bescheiden) hit, met onder andere een 19e positie in de Amerikaanse Billboard Hot 100. In Nederland werd de Top 40 niet bereikt. Wel bereikte het de 9e positie in de Tipparade van de Nederlandse Single Top 100. In Vlaanderen werd geen enkele hitlijst bereikt. Desondanks werd de plaat wel een radiohit in het Nederlandse taalgebied en wordt het tot op de dag van vandaag nog steeds regelmatig gedraaid.

## Samples
Het nummer is gebaseerd op veel samples. Een overzicht:
- Een drumsolo uit organist George Semper's versie van Lee Dorsey's "Get Out of My Life, Woman".
- Een sample uit "Say It Loud – I'm Black and I'm Proud" van James Brown.
- De regel "insane in the brain" is gesampled uit het nummer "Hole in the Head" van Cypress Hill zelf.
- De regel "just another local" komt uit het nummer "How I Could Just Kill a Man", ook eigen werk van Cypress Hill.
- Een sample van de keyboard riff uit "Life" van Sly and the Family Stone.
- De regel "gunshot me head back" komt uit "Boom By By" van Buju Banton.
- De regel "I think I'm going crazy" komt uit "All Over the World (La La)" van The Youngbloods.

## Tracklijst
- Cd-single

1. "Insane in the Brain" (radioversie) – 3:32
2. "Stoned Is the Way of the Walk" – 2:46
3. "Something for the Blunted" – 1:15
4. "Insane in the Brain" (extended versie) – 4:56